# Kedesz-Neftali
Kedesz-Neftali, Kadesz-Neftali – miasto biblijne, gdzie według Księgi Sędziów (Sdz 4,6; 10) rezydował Barak, syn Abinoama. Lokalizację miasta wskazuje się współcześnie na Chirbat Qedish.